# Jacques Ochs
Jacques Ochs, född 18 februari 1883 i Nice, död 3 april 1971 i Liège, var en belgisk fäktare.
Ochs blev olympisk guldmedaljör i värja vid sommarspelen 1912 i Stockholm.